# Halliwell
Halliwell – dzielnica miasta Bolton w Anglii, w hrabstwie Wielki Manchester, w dystrykcie Bolton. Leży 2 km od centrum miasta Bolton. W 2018 miejscowość liczyła 14 751 mieszkańców. W 1891 roku civil parish liczyła 16 525 mieszkańców.

## Etymologia
Źródło:

Nazwa miejscowości na przestrzeni wieków:
- 1246 w. – Haliwell
- 1273 w. – Harywal
- 1277–8 w. – Halewell i Haliwelle